# Matthias Lievens
Matthias Lievens (30 mei 1994) is een Belgische voetballer en verdediger die vanaf 2013 de kleuren van SC Eendracht Aalst verdedigt. Lievens genoot zijn opleiding bij AA Gent, Club Brugge en Lokeren, en werd tijdens de winterstop van het seizoen 2012/2013 naar de Belgacom League gehaald om daar de Aalsterse kleuren te verdedigen. Sindsdien heeft hij zich in Aalst opgeworpen tot een certitude in de verdediging.
1 Van den Noortgaete ·
2 Kompany ·
3 Vanbelle ·
4 De Greef ·
5 Filipović ·
6 Lievens ·
7 De Cuyper ·
8 Weydisch ·
9 Martin ·
10 Janssens ·
11 Van Damme ·
12 Čerimagić ·
13 Nelis ·
14 Glouftsis ·
15 Van Steenbrugghe ·
16 Bael ·
17 Bogaerts ·
18 Van Belle ·
19 De Neve ·
20 Shkodra ·
21 Ngasseu ·
22 Smet ·
23 Kabeya ·
25 Verhoeven ·
Coach: Desaeyere